# Jenny Randles
Jenny Randles (30 de octubre de 1951, Stackstead, Lancashire) es una escritora inglesa especializada en misterio y ufología. Fue presidenta de la British UFO Research Association (BUFORA).

## Biografía
Randles ha publicado una cincuentena de libros sobre fenomenología ovni y paranormal, el primero de los cuales fue UFOs: A British Viewpoint  en 1979. También ha escrito desde el punto de vista escéptico de estos campos, como su libro de 2000 The UFOs That Never Were a seis manos con Dr. David Clarke y Andy Roberts. Sus publicaciones se extienden a la revista New Scientist, y ha vendido más de 1,5 millones de copias de libros en 24 países.
Entre 1993 y 1997 fue asesora y ocasionalmente presentadora de la serie documental de gran audiencia Strange but True?, de la que publicó dos libros recopilando sus casos. También es columnista para la revista Fortean Times y Northern UFO News.